# Susan D. Knapp
Susan D. Knapp ( ) es una botánica, algóloga, y taxonóma estadounidense.

## Algunas publicaciones
- s. Knapp, j. McNeill, n.j. Turland. '2011. Changes to publication requirements made at the XVIII International

Botanical Congress in Melbourne: What does e-publication mean for you? Taxon 60: 1498 - 1501

### Cap. de libros
- Código Internacional de Nomenclatura Botánica (en inglés)[1] j. MCNEILL, chairman, f.r. BARRIE, w.r. BUCK, v. DEMOULIN, w. GREUTER, d.l. HAWKSWORTH, p.s. HERENDEEN, susan d. KNAPP, k. MARHOLD, j. PRADO, w.f. PRUD'HOMME VAN REINE, g.f. SMITH, j.h. WIERSEMA, miembros, n. j. TURLAND, secretaría del Comité Editorial: International Code of Botanical Nomenclature (Melbourne Code) adoptado por el Eighteenth International Botanical Congress Melbourne, Australia, julio de 2011. Publ. 2012. Regnum Vegetabile 154. A.R.G. Gantner Verlag KG. ISBN 978-3-87429-425-6[2]

- La abreviatura «S.D.Knapp» se emplea para indicar a Susan D. Knapp como autoridad en la descripción y clasificación científica de los vegetales.[3]